# Allgemeiner Teil des Bürgerlichen Gesetzbuchs (Deutschland)
Der Allgemeine Teil (AT) des Bürgerlichen Gesetzbuchs (BGB) umfasst die §§ 1–240, die als Buch 1 den hauptsächlichen Regelungsbereichen des BGB – den vier Büchern des Schuldrechts, Sachenrechts, Familienrechts und Erbrechts – vorangestellt sind.
Das BGB ist das bedeutendste Gesetz des deutschen Privatrechts. Es ist ein systematisch-abstrakt konzipiertes Gesetz, das versucht, Doppelregelungen zu vermeiden. Deshalb gibt es einen Allgemeinen Teil. Dieser enthält gemeinsame Regeln, die auf die übrigen vier Bücher angewendet werden. Im folgenden Schuld-, Sachen-, Familien- und Erbrecht sind nur noch die Regelungen enthalten, die die spezifische Sachmaterie betreffen. Man spricht dabei von der Klammertechnik des AT. Der hohe Abstraktionsgrad des Regelungskomplexes führt dazu, dass die Normen für den Laien schwer verständlich werden.
Wenngleich das BGB als Ganzes dem Aufbau nach dem sogenannten Pandektensystem des 19. Jahrhunderts folgt, so folgt der Aufbau des AT und seiner Abschnitte zumindest teilweise dem Institutionensystem. Dieses teilt das Recht in drei Kategorien auf: „personae“, „res“ und „actiones“ (Personen-, Sachen- und Prozessrecht).

## Personen
Der Abschnitt Personen enthält Regelungen über
- Natürliche Personen
  - Rechtsfähigkeit (§ 1), Volljährigkeit (§ 2), Wohnsitz (§§ 7–11), Namensrecht (§ 12) und Definitionen der Begriffe Verbraucher (§ 13) und Unternehmer (§ 14)
- und über juristische Personen
  - über Vereine im Allgemeinen (§§ 21–54), insbesondere die Haftung des Vereins für seine Organe (§ 31), und über eingetragene Vereine (§§ 55–79), Stiftungen (§§ 80–88) und juristische Personen des öffentlichen Rechts (§ 89).

## Sachen und Tiere
Im Abschnitt Sachen und Tiere findet man insbesondere Begriffsbestimmungen für Sachen (§ 90), wesentliche Bestandteile einer Sache (§§ 93 f.), Früchte (§ 99) und Nutzungen (§ 100).

## Rechtsgeschäfte
Zum wesentlichen Kern des Allgemeinen Teils gehört der Abschnitt über Rechtsgeschäfte. Hier finden sich Regelungen über
- Geschäftsfähigkeit (§§ 104–113)
  - „Taschengeldparagraph“
- Willenserklärungen (§§ 116–144),
  - Abgrenzung zum Realakt und zur geschäftsähnlichen Handlung
  - Bestandteile einer Willenserklärung
    - Erklärungsbewusstsein, siehe auch Trierer Weinversteigerung

  - insbesondere Voraussetzungen und Folgen der Anfechtbarkeit (§§ 119–124, 142–144)
  - Formen der Rechtsgeschäfte, u. a. Schriftform, elektronische Form, notarielle Beurkundung (§§ 126–129)
  - Nichtigkeit wegen Formmangels (§ 125), Verstoßes gegen ein gesetzliches Verbot (§ 134) oder Sittenwidrigkeit (§ 138)
    - Textform

  - Auslegung von Willenserklärungen (§ 133)
- Verträge (145–157), insbesondere
  - deren Zustandekommen durch Angebot und Annahme und die Zeit der Bindung an ein Angebot
  - Faktischer Vertrag, siehe auch Hamburger Parkplatzfall
  - offene oder versteckte Einigungsmängel (§§ 154 f.)
  - die Auslegung von Verträgen (§ 157)
- Bedingungen und Zeitbestimmungen (158–163)
- Vertretung und Vollmacht (164–181) einschließlich der Haftung des vollmachtlosen Vertreters (§ 179)
  - Gesetzlicher Vertreter (Deutschland)
- Einwilligung und Genehmigung (182–185)

## Fristen und Termine
Der Abschnitt über Fristen und Termine (§§ 186–193) regelt, wann Fristen beginnen und enden und wie sie berechnet werden.

## Verjährung
Der Abschnitt über die Verjährung (194–218) wurde im Zusammenhang mit der Modernisierung des Schuldrechts mit Wirkung ab 1. Januar 2002 wesentlich umgestaltet. Er regelt unter anderem
- verschiedene Verjährungsfristen (insbesondere §§ 195–197; daneben gibt es aber auch Verjährungsvorschriften außerhalb des Allgemeinen Teils)
- den Beginn der Verjährungsfristen (§§ 199–201)
- die Hemmung der Verjährung (§§ 203–209)
- den Neubeginn der Verjährung (§ 212; neuer Begriff anstelle der früheren Unterbrechung der Verjährung)
- in welchen Fällen die Verjährung eine Aufrechnung nicht ausschließt (§ 215)

## Ausübung der Rechte, Selbstverteidigung, Selbsthilfe
In Abschnitt Ausübung der Rechte, Selbstverteidigung, Selbsthilfe (§§ 226–231) finden sich Vorschriften zum Schikaneverbot (§ 226), zu Notwehr (§ 227) und Notstand (§ 228) sowie zur Selbsthilfe (229–231).

## Sicherheitsleistung
In §§ 232–240 finden sich schließlich Bestimmungen über mögliche Formen der Sicherheitsleistung.